# Mohammed Ali al-Halabi

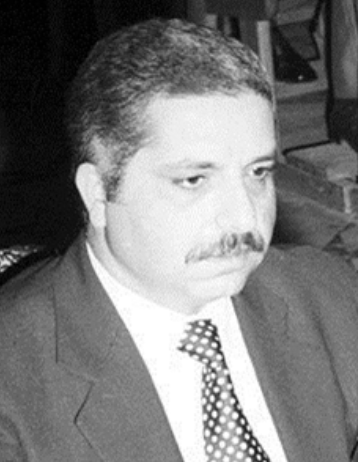
Mohammed Ali al-Halabi

Mohammed Ali al-Halabi (arabisch محمد علي الحلبي, DMG Muḥammad ʿAlī al-Ḥalabī; * 10. Oktober 1937 in Bab al Jabieh, Damaskus; † 19. September 2016 in Damaskus) ist ein ehemaliger syrischer Diplomat und Politiker.

## Leben
Mohammed Ali al-Halabi ist mit Lamis Murad verheiratet und Mitglied der Baath-Partei. 1955 wurde er als Lehrer auf den Golan und von 1959 bis 1964 wurde er als Lehrer in Kuwait beschäftigt; von 9. Juni 1973 bis 27. März 1978 war er Vorsitzender und Sprecher des Volksrates.
Vom 27. März 1978 bis zum 9. Januar 1980 war er Ministerpräsident.
1980 hatten Hafiz al-Assad und Leonid Iljitsch Breschnew ein Freundschafts- und Zusammenarbeitsabkommen geschlossen; in der Amtszeit von Mohammed Ali al-Halabials als Botschafter in Moskau von 1982 bis 1990 installierte die Sowjetunion in al-Dumayr und Schinschar mit S-75 eine Verteidigung für den syrischen Luftraum. Diese wurde nach der Operation Orchard optimiert.